# プリモゲ (軽巡洋艦)
プリモゲ (Primauguet) はフランス海軍の軽巡洋艦。
デュゲイ・トルーアン級軽巡洋艦の3番艦。
第一次世界大戦後にブレスト工廠で建造された。
艦名は、Battle of Saint-Mathieuで戦死したフランス海軍のHervé de Portzmoguerのあだ名。1934年6月5日、東郷元帥の国葬に参列した。第二次世界大戦でフランスが破れ、ヴィシー政権が成立すると、ヴィシー軍（休戦軍）に所属した。1942年11月8日、トーチ作戦に伴いカサブランカに来襲した連合国軍の艦隊と交戦し、擱坐したのち放棄された（カサブランカ沖海戦）。

## 艦歴

### 戦間期
第一次世界大戦後、フランス海軍がオマハ級軽巡洋艦（アメリカ海軍）を意識しつつ建造した巡洋艦が、デュゲイ・トルーアン級軽巡洋艦である。
3隻が計画され、2隻（デュゲイ・トルーアン、プリモゲ）がブレスト工廠で、1隻がロリアン海軍工廠で建造された。
「プリモゲ」は1923年（大正12年）8月16日に起工。1924年（大正13年）5月21日に進水。1926年（大正15年）9月1日に竣工した。
「プリモゲ」は東まわりで世界一周の航海に出た。
1927年（昭和2年）9月30日、フランス極東艦隊旗艦（ジャン・ジャック・ストック少将）プリモゲは、大日本帝国の横浜港に入港した。
10月6日、フランス海軍の装甲巡洋艦「ジュール・ミシュレ (Jules Michelet) 」も横浜に入港し、ストック少将は将旗を「プリモゲ」から「ジュール・ミシュレ」に移した。
同6日、フランス大使とプリモゲの将校2名が乗用車でドライブ中、鎌倉市で暴漢二人に襲われ、士官が負傷した。
10月7日、「プリモゲ」は横浜を出発する。10月17日、ハワイ島に到着した。ホノルルに滞在したあと、サンフランシスコにむかった。
1933年（昭和8年）4月から8月にかけて、「プリモゲ」は日本の長崎、神戸、敦賀など各地を訪問する。門司では出港直後に民間船と衝突して相手を沈没させたが、日本人5名を救助せずに別府に向かうなど、小事故や事件の多い訪日であった。
1934年（昭和9年）5月30日、日本海軍の東郷平八郎元帥が死去し、6月5日に国葬がおこなわれる。列強各国はアジア方面に配置していた巡洋艦と、艦隊司令官（司令長官）を大日本帝国に派遣することにした。 
イギリスは重巡「サフォーク (HMS Suffolk, 55) 」、アメリカ合衆国は重巡「オーガスタ (USS Augusta, CA-31) 」、イタリア王国は巡洋艦「クアルト (Esploratore Quarto) 」、中華民国は巡洋艦「寧海」を派遣する。フランスが派遣したのが、本艦だった。
6月4日、極東艦隊の「プリモゲ」は横浜港に入港。5日の東郷平八郎元帥の国葬に参列し、日本艦や招待艦などと共に半旗を掲げ弔砲を発射した。国葬後の6日、横須賀鎮守府司令長官永野修身大将（接伴委員長）は、各国司令長官や将星をホテルニューグランドでの午餐会に招待した。
6月21日、極東艦隊司令長官のリシャール少将と、艦隊参謀長兼プリモゲ艦長のルルー大佐は、昭和天皇に拝謁した。そしてリシャール少将は勲二等瑞宝章、ルルー大佐は勲三等瑞宝章の叙勲を受けた。その後、「プリモゲ」は神戸、宮島、別府を経由して日本を離れる。間もなく機関修理とタービン検査のため再来日し、三菱重工業長崎造船所に入渠することになった。8月31日から10月16日まで長崎滞在、10月18日から29日まで横浜に寄港した。
1935年（昭和10年）8月上旬から10月末にかけて、「プリモゲ」は日本列島の各地に立ち寄った。
10月14日、「プリモゲ」は横浜港に入港する。同14日、フィリピン大統領就任式およびフィリピン連邦始政式に参加するため陸軍長官などを乗せて太平洋を横断してきたアメリカ海軍の重巡「チェスター (USS Chester, CA-27) 」も、横浜に到着した。
15日、ダーン合衆国陸軍長官と、フランス極東艦隊司令長官は、昭和天皇に拝謁した。
10月16日、イギリス海軍の重巡「ドーセットシャー (HMS Dorsetshire, 40) 」が横浜港に到着する。横浜に、外国艦艇の乗組員があふれることになった。10月28日、日本海軍の軽巡「木曾」が礼砲を発射したが、天候不良のためか「プリモゲ」は答礼しなかった。
「プリモゲ」は1937年9月7日にブレストより出航し、タンジェを経て9月14日にトゥーロン着。復水器の不具合のため同地で入渠した後、10月4日に出航し、ビゼルト、ポートサイド、スエズ、ジブチ、アデン、コロンボ、ペナンを経由して、11月16日にシンガポールへ入港した。11月21日、サイゴンに着いた。12月、Cap Saint-Jacques、カムランを経て上海へ移動。1938年3月14日まで「プリモゲ」は上海にとどまり、それからChusan Archipelagoに赴いた。そのあとは上海に戻り、4月23日まで同地にあった。上海から出航すると、「プリモゲ」はChefoo、Chin-Wang-Tao、呉淞と訪れ、5月8日に上海に戻った。5月18日に「プリモゲ」は出航し、Chusan Archipelagoで姉妹艦「ラモット・ピケ」と会ったあと香港へ向かった。香港では整備を行い、カムラン泊地を経て6月3日にサイゴン着。6月中旬から7月初めにかけて「プリモゲ」はカムラン、トゥーラン、Along Bay、Norway Islands、トンキン、ハイフォン、Vanfong Bayを訪れた。しばらくサイゴンに滞在した後、Fort-Bayardを経て7月31日にAlong Bayで「ラモット・ピケ」と会い訓練を実施。それから香港、上海、マニラと訪れ、サイゴンに戻った。10月は初めはサイゴンにあり、その後は香港に滞在。トゥーランとカムランを経て11月4日にサイゴンに戻った。11月下旬からはFort-Bayard、ハイフォンと訪れ、Along Bayで「ラモット・ピケ」と会い、La Noix、Lan-Ha Bay、香港を訪れた。その後はしばらく上海に滞在し、1939年1月19日に同地を出発した。1月24日、サイゴン着。
1939年1月30日、「プリモゲ」は近東のフランス権益保護に向かう。途中コロンボに寄港し、2月14日にジブチ着。マスカリ島等の監視を行った。また、3月8-9日には通報艦「D'Iberville」、潜水艦「Morse」、「Souffleur」と訓練を行い、4月初めにはイランの皇太子を乗せた汽船「Mohamed Ali el Kebir」の護衛を行っている。4月25日に「プリモゲ」はジブチを離れ、コロンボを経由し、シンガポールで入渠して5月20日にサイゴンに着いた。
6月、「プリモゲ」はニャチャン、カムラン、Port-Dayot、厦門、上海を訪れた。6月15日、フランス潜水艦「フェニックス (Phénix) 」が演習中にカムラン湾で消息不明となると、「ラモット・ピケ」と「プリモゲ」はその捜索を行った。
7月28日、「プリモゲ」は巡洋艦「シュフラン」と交代となり、フランス本国へ向けて出発。コロンボ、ディエゴ・スアレス、ケープタウン、タコラディ、フリータウンを経て9月14日にダカール着。この間に第二次世界大戦が勃発した。

### 第二次世界大戦
「プリモゲ」はダカールで入渠後、船団護衛やドイツ商船捜索に従事した。10月13日に「プリモゲ」はダカールより出航し、巡洋艦「デュゲイ・トルーアン」と共にリュフィスク湾で訓練を実施。その際、「プリモゲ」ではボイラー室で蒸気漏れが発生し、5名が死亡した。ダカールへ戻り、それから道中船団を護衛して10月28日にロリアン着。同地で1940年2月5日まで整備改修が行われた。
1940年2月、「プリモゲ」はキブロン湾で訓練を実施。3月2日にロリアンより出航し、ブレスト、カサブランカを経て3月7日にオラン着。同地より巡洋艦「ラ・ガリソニエール」とともにモロッコ小銃兵をマルセイユへ運び、それから「プリモゲ」はトゥーロンへ向かった。3月10日に戦艦「ブルターニュ」、巡洋艦「アルジェリー」などと共に出航してオランへ向かい、到着後「プリモゲ」はカサブランカへ向かって3月13日に着いた。3月後半は中立国商船の監視を行った。
4月1日、「プリモゲ」は巡洋艦「ジャンヌ・ダルク」と交代するためカサブランカよりマルティニークへ向け出航。途中、3日にノルウェーのタンカー「Protée」を拿捕し、4月10日にフォール＝ド＝フランスに着いた。「プリモゲ」の任務はカリブ海での船舶の監視で、4月後半には20隻ほどの船を停船させ、ノルウェー船「Gudvor」と「Gornes」をフォール＝ド＝フランスへ送った。5月はオランダ領内のドイツ船の監視を実施。10日にドイツが低地諸国へ侵攻すると「プリモゲ」はアルバ湾に入り、オイルタンクに対する破壊活動防止のため陸戦隊を派遣した。
5月16日にフォール＝ド＝フランスに戻り、6月3日に同地を発ってポートオブスペイン、ダカール、カサブランカを経て6月19日にジロンド川に着いた。
6月20日、触雷した汽船「Mexque」を救援。6月22日には「プリモゲ」は爆撃を受けたが命中はしなかった。「プリモゲ」はロワイヤンで6月23日に金15トンやプラチナ、フランスの紙幣を積み、それらをカサブランカへ運んだ。
6月22日に独仏休戦協定とヴィラ・インサーチ協定が結ばれて、フランスはドイツとイタリア王国に事実上降伏した。ヴィシー・フランスが成立したが、同時に自由フランス軍も発足した。「プリモゲ」はヴィシー軍に残る。
チャド、カメルーン、コンゴが自由フランス側につくと、「プリモゲ」はスループ「La Surprise」、「Gazelle」、油槽船「Tarn」とともに9月4日にカサブランカからダカールへ向かい、9月9日に着いた。また、巡洋艦3隻と大型駆逐艦3隻からなるY部隊がトゥーロンからダカールへ向かった。「プリモゲ」はY部隊指揮官の指揮下に入り、後続のY部隊へ給油を行う予定の「Tarn」とともに9月14日にリーブルヴィルへ向けて出発したが、2隻は9月19日にイギリス巡洋艦「コーンウォール」、「デリー」に捕捉されてカサブランカへ戻るよう命じられ、Y部隊指揮官の命令により2隻はカサブランカに戻った。
11月中旬、水雷艇や潜水艦と演習を実施。その際、アガディールに滞在している。12月上旬、「プリモゲ」は30億ドル相当の金のインゴットをダカールからカサブランカへ運んだ。その後は数度の訓練及び後述の1941年4月中旬の出来事を除き、「プリモゲ」は1941年10月27日に離れるまでカサブランカにとどまった。4月12日、「プリモゲ」と駆逐艦「シムーン」、「フロンデュール」に支援された駆逐艦「アルバトロス」が、イギリス海軍に拿捕されたバナナ運搬船「Fort-de-France」を奪還した。「プリモゲ」は11月2日から11月17日までダカールでドック入りし、続いてカサブランカで1942年3月15日まで大規模な改修がなされた。4月19日、カサブランカで第2軽戦隊が編成され、「プリモゲ」は同戦隊旗艦となった。9月までは時々訓練を行うのみで、10月4日から再び改修に入った。その完了は11月25日の予定であったが、その前にアメリカ軍が来襲した。
1942年11月8日、連合国軍はモロッコとアルジェリアへの上陸を実行（トーチ作戦）。カサブランカ付近ではアメリカ海軍第34.1任務群（戦艦「マサチューセッツ」、重巡洋艦「ウィチタ」、「タスカルーサ」他）、第34.9任務群（重巡洋艦「オーガスタ」、軽巡洋艦「ブルックリン」他）、第34.2任務群 （空母「レンジャー」他）とフランス軍との間で戦闘が生起した。
「プリモゲ」は第2軽戦隊の大型駆逐艦2隻、駆逐艦5隻の出撃より遅れて10時頃に出撃。10時15分に大型駆逐艦「ミラン」、「アルバトロス」などと合流し、10時35分に「マサチューセッツ」に対して砲撃を開始した。11時20分、「プリモゲ」は艦首、中央部、ミリタリーマストに被弾したが、すべて不発であった。これは「ブルックリン」ないし、「ブルックリン」と駆逐艦1隻によるものと思われる。11時45分、「プリモゲ」艦尾付近に至近弾があり、2名が死亡し、若干の浸水が生じた。11時57分、「プリモゲ」は「マサチューセッツ」に命中弾を与え、小火災を発生させた。12時30分、「プリモゲ」はボイラー室に被弾。これはおそらく「タスカルーサ」からのもので、不発ではあったがボイラー1基を破壊し、「プリモゲ」の速力は4ノット低下した。またカサブランカに停泊中のフランス戦艦「ジャン・バール」を攻撃していた米空母部隊の艦上機が、今度は連合軍上陸部隊を守るために「プリモゲ」などを攻撃する。F4Fワイルドキャット戦闘機が機銃掃射をおこなったあと、「レンジャー」のSBDドーントレス急降下爆撃機（第41偵察飛行隊、VS-41）と、「スワニー」のTBFアヴェンジャー雷撃機（第27偵察飛行隊、VSG-27）がフランス艦隊を襲撃した。12時40分、ドーントレス5機による「プリモゲ」攻撃で、500ポンド爆弾1発が命中した。その後、「プリモゲ」はカサブランカに戻った。
第41偵察飛行隊（レンジャー搭載部隊）などのSBDドーントレスは、ひきつづきカサブランカのフランス艦隊や砲台を攻撃した。14時40分、SBDドーントレス9機による攻撃で少なくとも3発の爆弾が命中。艦橋への被弾もあり、艦長Mercier大佐などが戦死した。15時44分から「ウィチタ」と「タスカルーサ」が「プリモゲ」を砲撃したが、命中弾はなかった。または、そのころ砲弾1発を被弾。16時50分に「プリモゲ」は再度空襲を受け、艦橋に被弾した。その後、「プリモゲ」は擱座し、一晩中燃え続けた。
「プリモゲ」の残骸は1951年に売却され、解体された。